# 5 pesetas (1888)

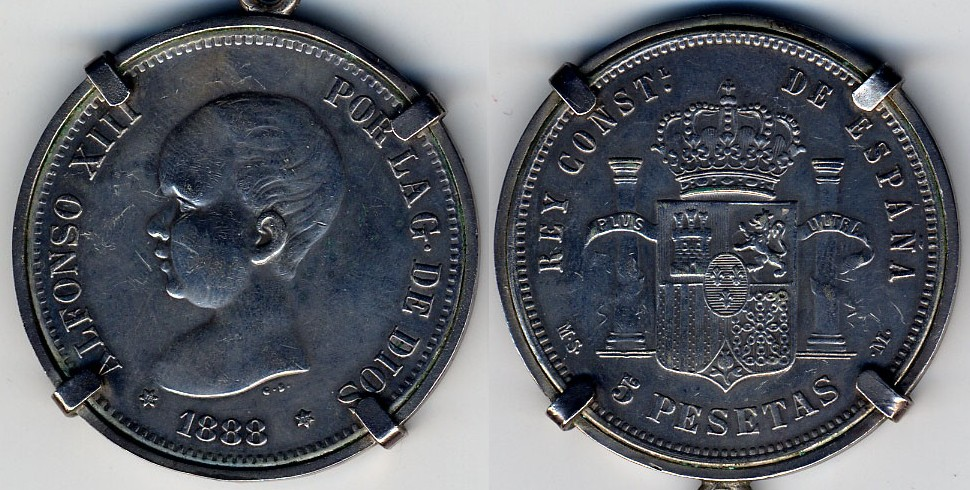
Pieza de cinco pesetas de 1888.

La emisión de 5 pesetas de 1888 con siglas MS M fue considerada como «falsificación de época» y solo empezó a incluirse como legítima en catálogos de finales de la década de 1960.

## Autenticidad
Respecto a su autenticidad dedicó José Alberto Vicenti casi dos páginas en la edición 1973 de su Catálogo especializado de monedas españolas. Vicenti intentó justificar estas piezas «anacrónicas» tratando de enlazar acontecimientos que realmente carecen de una conexión lógica, por lo que su conclusión queda finalmente a merced de la casualidad. 
Un estudio de comparación de cuños lleva a concluir que, en efecto, la pieza es auténtica: el reverso de esta moneda se acuñó, por alguna equivocación, utilizando los troqueles de los duros anteriores. Por eso, se considera una de las monedas españolas más valiosas y está altamente cotizada en el mercado numismático.
- Datos: Q5680903